# Pabré (département)
Pour les articles homonymes, voir Pabré.
Pabré est un département et une commune rurale de la province du Kadiogo, situé dans la région du Centre au Burkina Faso. 
- En 2012, le département comptait 27 896 habitants[1].
- En 2019, le département comptait 40 387 habitants[2].

## Administration

### Villages
Le département et la commune rurale de Pabré est administrativement composé de vingt-et-un villages, dont le village chef-lieu homonyme (données de populations consolidées en 2012 issues du recensement général de 2006) :
- Bendatoèga (1 547 habitants)
- Bidougou (707 habitants)
- Bigtogo (1 402 habitants)
- Bilgo (2 008 habitants)
- Dabaré (1 320 habitants)
- Gaskaye (640 habitants)
- Goupana (1 827 habitants)
- Katabtenga (919 habitants)
- Koankin (430 habitants)
- Kodemmtoré (170 habitants)
- Napamboumbou (115 habitants)
- Nédogo (1 868 habitants)
- Pabré (3 299 habitants), chef-lieu
- Pabré-Saint-Joseph (1 989 habitants)
- Sabtenga (3 056 habitants)
- Sag-Nioniogo (897 habitants)
- Salé (1 883 habitants)
- Wavougué (845 habitants)
- Yamba (667 habitants)
- Zibako (907 habitants)
- Zouma (1 400 habitants)